# Tadeusz Strójwąs
Tadeusz Strójwąs (niekiedy zapisywany Strojwąs; ur. 1940 w Maleszowej) – polski dyplomata, orientalista, dziennikarz; ambasador RP w Jemenie (2003–2006). 

## Życiorys
Ukończył orientalistykę ze specjalnością arabistyki na Uniwersytecie Jagiellońskim (1957–1964) oraz studia podyplomowe z dziennikarstwa na Uniwersytecie Warszawskim.
Pracował krótko jako reporter radiowy. W Ministerstwie Spraw Zagranicznych pracował od 1964, m.in. w wydziale ds. Bliskiego Wschodu, Departamencie Prasy, Departamencie Organizacji Międzynarodowych. Pracował w Międzynarodowej Komisji Nadzoru i Kontroli w Laosie i Wietnamie. Następnie był zatrudniony przez Program Rozwoju Narodów Zjednoczonych (UNDP) w Genewie oraz w Jemenie Południowym i Mongolii (1970–1975). Przebywał także w polskich przedstawicielstwach: przy Biurze ONZ w Genewie (1980–1984), przy Światowej Organizacji Żywnościowej (FAO) w Rzymie (1988–1992) i przy Unii Europejskiej w Brukseli (1997–2001). Negocjował ochronę środowiska, edukację i badania naukowe w ramach procesu akcesyjnego Polski do UE. Po powrocie z Brukseli pracował w Departamencie Unii Europejskiej i Obsługi Negocjacji Akcesyjnych na stanowisku I radcy. Od 14 lipca 2003 do 30 czerwca 2006 ambasador RP w Jemenie, akredytowany także w Erytrei. W późniejszym okresie aktywny w działalności medialnej i społecznej.
Poza arabskim posługuje się językami: angielskim, rosyjskim; francuskim.